# Два капитана 2
«Два капитана 2» — абсурдистский музыкальный фильм-пародия в документально-историческом стиле, снятый режиссёром Сергеем Дебижевым в 1992 году. Название фильма очевидным образом вызывает ассоциации с романом «Два капитана» писателя Вениамина Каверина (и одноимённым фильмом по этому роману), но на самом деле «Два капитана 2» с этим романом не имеет ничего общего.
В фильме звучит музыка Сергея Курёхина и Бориса Гребенщикова (в том числе, несколько старых композиций группы «Аквариум»), они же исполняют две главные роли — двух капитанов.

## Сюжет
Из официального анонса фильма:

Псевдоисторический фарс. Начало XX века. Безрассудство фанатиков толкает человечество к пропасти. В России начинается революция. Сумасшедший доктор Фаркус вызывает оргазм неживой материи. Активизируются белые марокканские карлики. На небе появляется второе солнце. В этой непростой обстановке капитаны самоотверженно противостоят силам хаоса, удерживая космический баланс истории.

## Художественные особенности
Энциклопедия кино:

Свободная импровизация в историко-приключенческой манере с использованием техники коллажа. Действие происходит в начале века в Москве, Берлине, С.-Петербурге, Кингстоне, Мальпасо, Лас-Палмасе, Маньчжурии и на островах Шпицбергена. Съемки велись в знаменитых исторических и культурных местах Санкт-Петербурга, в пустыне Средней Азии и на территории Московского Кремля.

## В ролях
- Борис Гребенщиков
- Сергей Курёхин
- Сергей Бугаев
- Тимур Новиков
- Дюша Романов
- Михаил Файнштейн
- Дмитрий Месхиев

## Кинофестивали
Фильм участвовал в следующих фестивалях:
- «Кинотавр» (Сочи, 1992)
- «Киношок» (Анапа, 1992)
- Локарно (1993)
- Амстердам (1993)
- «Арсенал» (Рига, 1992)
- «Фестиваль фестивалей» (Санкт-Петербург, 1993)
- Роттердам (1994)

## Персонажи и исторические события
- В фильме показаны в сюрреалистическом ракурсе такие исторические фигуры, как Ленин, Калинин, Фанни Каплан, Георгий Димитров, Адольф Гитлер, Герман Геринг, Нильс Бор, Шпенглер, Дрейфус, Сакко и Ванцетти, Иван Горемыкин, адмиралы Колчак и Нахимов.
- «Агадирский инцидент», или «Второй марокканский кризис», действительно имел место в 1911 году. Канонерскую лодку «Пантера» на самом деле направила Германия.
- Когда закадровый голос (Толубеева) говорит «В Маньчжурии Фаркус знакомится с молодым Чан Кайши», на экране показывают правителя Маньчжоу-Го — Пу И.
- На 12-й минуте фильма показаны испытания противопулевых щитов французской пехотой во время Первой мировой войны.
- Часть закадрового текста в начале фильма (например, «Германия обещала не поощрять агрессивной политики Австрии на Балканах, а Россия — не участвовать в каких-либо английских начинаниях против Германии. На Ближнем Востоке это означало поддержание равновесия с разграничением военных интересов в Персии, до пределов которой должны были проникнуть отроги ещё только что строившейся Багдадской железной дороги») представляет собой цитирование книги C.C. Ольденбурга «Царствование императора Николая II».

## Культурные аллюзии
- В фильме звучат стихи Пушкина «К Лиде», «Княгине З. А. Волконской», «Восстань, восстань, пророк России…».
- В уста Адольфа Гитлера, «поздравляющего трудящихся с праздником урожая», вложена композиция под названием «Поэзия» из альбома «Треугольник» группы Аквариум, представляющая собой прокрученную задом наперёд запись стихотворения. Рассказ о празднике урожая иллюстрирован кадрами из фильма «Триумф воли», «Die Deutsche Wochenschau» и советской военной кинохроники (можно видеть, например, поезд с танками Т-34).
- «Сооруженный турками в пустыне триумфальный храм» — это Arco dei Fileni в Ливии.
- Фамилия Farkas распространена в Венгрии.
- В фильме (рассказ о празднике урожая в Германии) использована музыка из оперы «Вольный стрелок» (2-й акт, 6 сцена — сцена отливки волшебных пуль).